# 김원치
김원치(1943년 9월 5일 ~ 2008년 5월 22일)는 대한민국의 검사이다. 제주도 출신으로, 제13회 사법시험에 합격한 뒤 서울지방검찰청 1차장, 서울고등검찰청 차장, 대검찰청 감찰부장·형사부장 등을 지냈다. '공안 검사의 대명사'라는 별칭이 있다. 1980년대와 1990년대의 대한민국 사회를 논할 때 빠질 수 없는 '공안 역사'의 상징적 인물이다.

## 생애
1943년 제주도에서 태어났다. 오현고등학교와 서울대학교 법대를 졸업하였다. 제주여자고등학교에서 교사 생활을 한 바 있고 이 때 배우 고두심이 제자였다. 1971년 치러진 제13회 사법시험에 합격하였다.
'공안 검사의 대명사'라는 별칭이 있다. 격동의 시절인 1980년대와 1990년대의 대한민국 사회를 논할 때 빠지지 않고 이름이 등장하는 공안 역사의 산 증인이다. "검사가 악을 물리치기 위해서는 무서운 모습을 보여줘야 한다"는 신조 아래 서울고등검찰청 차장과 대검찰청 형사부장 등 요직을 두루 거치며 28년 동안 검찰청에서 근무하였다.
2003년 2월에 참여정부가 출범하였고 판사 출신 변호사 강금실이 제55대 법무부 장관으로 임명되었다. 참여정부는 검찰 개혁에 대한 강한 의지를 드러냈다. 이에 대해 대검찰청 형사부장 김원치는 '검찰개혁은 검찰의 자율적 개혁에 맡기는 게 원칙'이라는 주장을 하고 참여정부의 인사가 '기수·서열 파괴'라고 비난하며 검찰 내부 통신망에 검찰 인사를 정면으로 비판하는 글을 게시하였다. 이에 대해 1980년대 학생운동권 주역들은 김원치의 논리를 정면으로 반박하는 성명서를 냈다. 2003년 3월 26일 김원치는 법무부에 사표를 제출하였고 이후 변호사 생활을 하였다.
2003년 3월에 자전적 에세이 《검사는 무엇으로 사는가》를, 2008년 4월에 자전적 에세이 《법과 인생》을 펴냈다. 2008년 5월 22일 급성 간경변으로 사망하였다.

## 저서
- 《검사는 무엇으로 사는가》. 로로M&B. 2003년. ISBN 9788995281550
- 《법과 인생》. 기파랑. 2008년. ISBN 9788991965386

## 같이 보기
- 고영주